# Đơn vị đo thể tích
Đơn vị đo thể tích là một đơn vị để đo thể tích hoặc cung tích, phạm vi của một vật thể hoặc không gian trong ba chiều. Đơn vị thể tích có thể được sử dụng để xác định thể tích của chất lỏng hoặc hàng rời, ví dụ như nước, gạo, đường, ngũ cốc hoặc bột mì.

## Đơn vị
Theo hệ đo lường SI, đơn vị cơ bản để đo chiều dài là mét. Vì vậy đơn vị đo thể tích theo SI là mét khối, theo đó:
1 m3 = 1 m • 1 m • 1 m.

## So sánh
| Đơn vị đo         | mét khối            | lít             | Kích thước tham chiếu             | sử dụng                            |
| ----------------- | ------------------- | --------------- | --------------------------------- | ---------------------------------- |
| 1 mét khối        | = 1                 | = 1000          |                                   | đơn vị cơ bản trong hệ đo lường SI |
| 1 thùng           | = 0.158 987 294 928 | = 158.987294928 | = 42 US galông = 9,702 inch khối  | dùng cho dầu khoáng                |
| 1 foot khối       | = 0.028 316 846 592 | = 28.316864592  | = 1,728 inch khối                 |                                    |
| 1 đêximét khối    | = 0.001             | = 1             |                                   |                                    |
| 1 lít             | = 0.001             | = 1             |                                   |                                    |
| 1 galông (Hoa Kỳ) | = 0.003 785 411 784 | = 3.785411784   | = 8 pint (Hoa Kỳ) = 231 inch khối |                                    |
| 1 pint (Hoa Kỳ)   | = 0.000 473 176 473 | = 0.473176473   |                                   |                                    |
| 1 inch khối       | = 0.000 016 387 064 | = 0.016387064   |                                   |                                    |
| 1 xăngtimét khối  | = 0.000 001         | = 0.001         |                                   |                                    |